# 范逸
范逸（はんいつ、生年不詳 - 336年）は、チャンパ王国（林邑国）第1王朝最後の国王（在位：284年頃 - 336年）。『抱朴子』では范軼（ベトナム語：Phạm Dật / 范軼）と記される。

## 生涯
范熊の子。父王の死後、王位を継承した。285年1月3日に晋に朝貢の使節を送った。揚州出身の商人であった范文を重用し、将兵を指揮する権限を与えた。范文の勧めと助言を受けて、中華式の城市や宮殿楼閣を築き、兵車や器械を建造した。336年に死去。跡継ぎがなかったため、王位は范文が継承した。

## 参考資料
- George Cœdès (May 1, 1968). The Indianized States of South-East Asia. University of Hawaii Press. ISBN 978-0824803681
- Geetesh Sharma (2010). Traces of Indian Culture in Vietnam. Rajkamal Prakashan. ISBN 978-8190540148
- 『晋書』巻三 帝紀第三 武帝
- 『晋書』巻九十七 列伝第六十七 林邑
- 『南斉書』巻五十八 列伝第三十九 林邑国
- 『梁書』巻五十四 列伝第四十八 林邑国
- 『隋書』巻二 列伝第四十七 南蛮
- 『南史』巻七十八 列伝第六十八 林邑国
- 『大南正編列伝初集』巻三十三 外国列伝三 占城
- 『水経注』巻三十六 鬱水
- 『抱朴子』巻十二 弁問
- 『文献通考』巻三百三十一 四裔考八

| スタブアイコン | サブスタブ | この項目は、まだ閲覧者の調べものの参照としては役立たない、人物に関連した書きかけの項目です。この項目を加筆・訂正などしてくださる協力者を求めています（P:人物伝/PJ:人物伝）。 |